# صدا و سیمای البرز
صدا و سیمای مرکز البرز یکی از مراکز صدا و سیمای جمهوری اسلامی ایران است که در شهر کرج فعالیت می‌کند.
در حال حاضر مهدی کریمی زارچی مدیر کل صداوسیمای البرز می باشد.